# Tropidophis maculatus
Tropidophis maculatus là một loài rắn trong họ Tropidophiidae. Loài này được Bibron mô tả khoa học đầu tiên năm 1843.